# Грушівка (Ляховицький район)
Грушівка (біл. Грушаўка, пол. Hruszówka, рос. Грушевка) — село в Ляховицькому районі Берестейської області Білорусі, Начевська сільрада. Знаходиться за 5 км на південний схід від Ляховичів.
У XV ст. вперше згадано у Великому Князівстві Литовському. У кінці XVII ст. перейшла до Литвинської гілки роду Рейтанів. У 1795 р. у наслідку третього поділу Речі Посполитої опинилася в складі Російської імперії. У 1921 р. — в складі Другої Речі Посполитої Польської Республіки.
До 17 вересня 1939 року панський двір Грошовка (пол. Hroszỏvka). Назва Грошовка підтверджена написом на горельєфі «Адам Міцкевич» (1923 р.) кераміста Анатоля Герасимовича. Маєток Тадеуша Рейтана — видатного політичного діяча Великого князівства Литовського, Речі Посполитої.
У 1939 р. в БРСР.